# 土岐康政
土岐 康政（とき やすまさ）は、南北朝時代から室町時代の守護大名。父は土岐康行。弟に国康、満康。子に持頼。世保 康政（よやす やすまさ）とも記される。

## 生涯

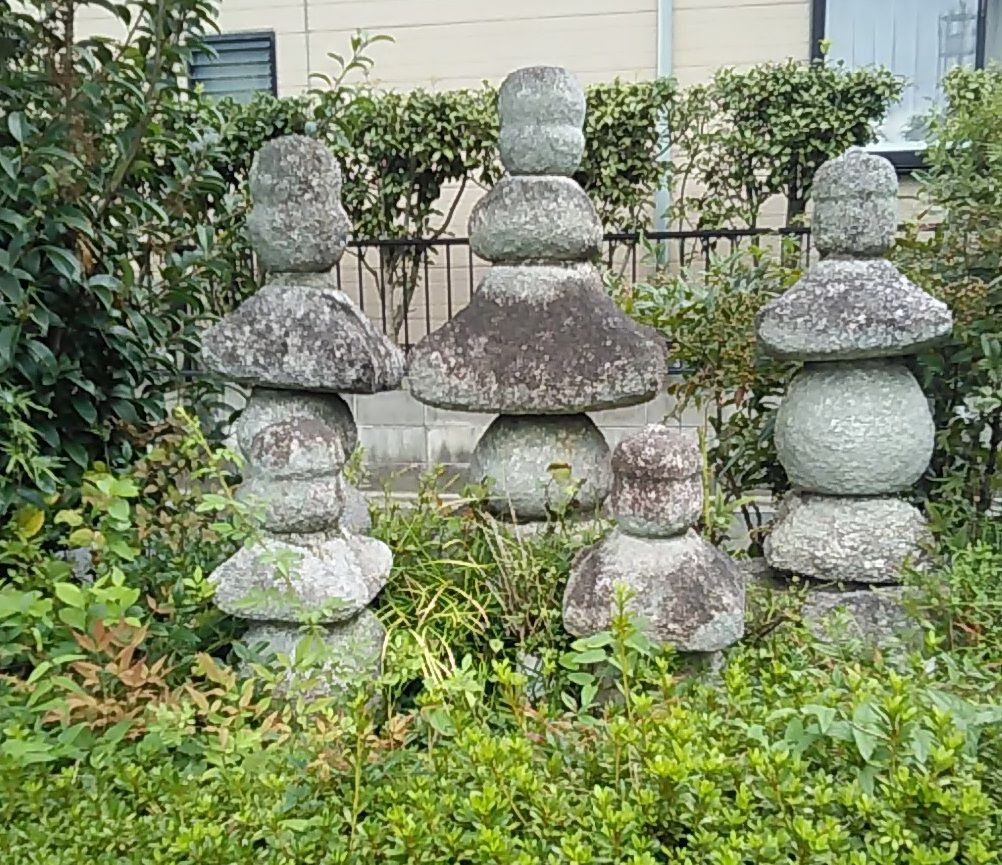
土岐康政のものと伝わる墓(いなべ市石仏墓地)

土岐氏世保家初代の土岐康行（曾祖父頼康の養子）の嫡男として生まれる。応永11年（1404年）父が没すると、家督を継承した。応永25年（1418年）に死去。家督は子の持頼が継いだ。